# Хендерсон, Мередит
Мередит Хендерсон (англ. Meredith Henderson, род. 24 ноября 1983, Оттава, Онтарио, Канада) — канадская актриса, режиссёр, более известная по сериалу «Приключения Ширли Холмс».

## Личная жизнь
Замужем за Джеймсом Хендерсоном.

## Фильмография
| Год  | Русское название | Оригинальное название | Роль               | Заметка |
| ---- | ---------------- | --------------------- | ------------------ | ------- |
| 1999 | Кайла            | Kayla                 | Jaynie Nightingale |         |
| 2006 | Страх смерти     | Heartstopper          | Сара Векслер       |         |
| 2008 | Телепорт         | Jumper                | Фиона              |         |
| 2010 |                  | A Flesh Offering      | Эмели              |         |

| Год       | Русское название                      | Оригинальное название            | Роль                        | Заметка                                              |
| --------- | ------------------------------------- | -------------------------------- | --------------------------- | ---------------------------------------------------- |
| 1995      |                                       | Song Spinner                     | Aврора                      | Телесериал                                           |
| 1996      |                                       | Goosebumps                       | Кара Реинфилд               | Эпизод: «Vampire Breath»                             |
| 1996-2000 | Приключения Ширли Холмс               | The Adventures of Shirley Holmes | Ширли Холмс                 | 52 эпизода                                           |
| 1999      | Странный мир                          | Strange World                    | Student                     | Эпизод: «Eliza»                                      |
| 2000      |                                       | The Fearing Mind                 | Екатерина                   | Эпизод: «Good Harvest»                               |
| 2000-2001 |                                       | Big Sound                        | Phoebe Sutton               | 6 эпизодов                                           |
| 2001      |                                       | MythQuest                        | Cleo Bellows                | 13 эпизодов                                          |
| 2001      |                                       | A Wind at My Back Christmas      | Anna Schiller               | Телесериал                                           |
| 2003      | Правое дело                           | Just Cause                       | Geena Harrington            | Эпизод: «Blackboard Jungle»                          |
| 2003      | Миссия ясновидения                    | Missing                          | Sara Denton                 | Эпизод: «White Whale»                                |
| 2004      |                                       | Puppets Who Kill                 | Button’s Girlfriend         | Эпизод: «Pizza Boys Are Missing»                     |
| 2004      |                                       | The Eleventh Hour                | 2 of 4 Wives                | Эпизод: «Strange Bedfellows»                         |
| 2004      | Чужая кровь                           | Stranger at the Door             | Tara Norris                 | TV movie                                             |
| 2004-2005 | Близкие друзья                        | Queer as Folk                    | Callie Leeson               | 5 эпизодов                                           |
| 2005      |                                       | Beach Girls                      | Young Maddie                | TV miniseries                                        |
| 2005      | Шенайя: Жизнь в восьми альбомах       | Shania: A Life in Eight Albums   | Eilleen Shania Twain        | Телесериал                                           |
| 2007      | Детектив Дрезден: Секретные материалы | The Dresden Files                | Caryn Harris / Nikki Slovak | Эпизод: «Rules of Engagement»                        |
| 2007      | Лучшие годы                           | The Best Years                   | Hillary Dunbar              | Эпизод: «Notorious» Эпизод: «All That Heaven Allows» |
| 2007      | Эверест                               | Everest '82                      | Марлен                      | Мини-сериал                                          |
| 2008      | Горячая точка                         | Flashpoint                       | Sadie O’Brien               | Эпизод: «Asking for Flowers»                         |